# Куянов, Олег Викторович
Оле́г Ви́кторович Куя́нов (24 мая 1969, Бердск, Новосибирская область — 15 октября 1999, Серноводское, Чечня) — прапорщик спецназа ГРУ, участник Первой и Второй чеченской войны, Герой Российской Федерации (1999, посмертно). Командир разведгруппы 67-й отдельной бригады специального назначения Главного разведывательного управления Генерального Штаба Вооружённых Сил РФ.

## Биография
Родился 24 мая 1969 года в городе Бердске Новосибирской области. Русский. С 1 по 4 класс учился в школе № 3, а с 5 по 8 класс — в школе № 8, которую закончил в 1984 году. В этом же году поступил в ГПТУ № 38 по специальности слесарь (группа С-32), которое окончил в 1987 году, получив 3-й разряд слесаря механосборочных работ. В училище занимался боксом, награждён несколькими похвальными грамотами. Несколько месяцев работал слесарем на Бердском электромеханическом заводе, после чего был призван в армию.
В 1987—1989 годах проходил срочную службу в Советской Армии, служил в Дальневосточном военном округе в г. Хабаровске, дослужился до младшего сержанта. После вернулся на родину, год проработал на Бердском электромеханическом заводе и в 1990 году поступил на службу в органы внутренних дел милиционером ППС Бердского городского ОВД, где прослужил до 1994 года.
В феврале 1994 года поступил на контрактную службу в должности снайпера в 67-ю отдельную бригаду специального назначения ГРУ ГШ (расформирована в 2009 году). Дослужился до звания прапорщика, стал командиром разведывательной группы.
Во время первой и второй чеченских войн четыре раза выезжал в служебные командировки в Чечню.
15 октября 1999 года в районе станицы Серноводская (Сунженский район Чечни) разведгруппа из 12 человек обнаружила укрепрайон боевиков, но была замечена противником, окружившим разведчиков. В результате неравного (по оценкам, боевиков было больше в 10 раз) семичасового боя погибло пять разведчиков, и чтобы спасти остальных, Олег Куянов начал отходить в сторону, ведя огонь из снайперской винтовки и увлекая боевиков за собой, что позволило спасти шестерых бойцов, которым удалось вырваться из окружения. Олег Куянов вёл бой до конца, уничтожил снайперскими выстрелами до 40 боевиков, и погиб, будучи изрешечён автоматными очередями.
За мужество и героизм, проявленные при выполнении воинского долга в Северо-Кавказском регионе Указом Президента Российской Федерации от 30 декабря 1999 года прапорщику Куянову Олегу Викторовичу присвоено звание Героя Российской Федерации (посмертно).
Похоронен на родине, в городе Бердск Новосибирской области. Награждён медалями «За отвагу» и «За отличие в воинской службе» II степени.

## Память
В Бердске Герою установлены мемориальные доски в МОУ СОШ № 8 (где он учился), на здании Бердского кадетского корпуса (где получал профессиональное образование). Профессиональный лицей № 38 — кадетский корпус носит имя Героя РФ О. Куянова, 21 февраля 2013 года, в преддверии Дня защитника Отечества, корпус получил подарок — портрет Героя, написанный казачьим полковником Юрием Белозерцевым. На территории войсковой части 64655 Бердской бригады спецназа установлен памятник, на пилоне которого высечено и имя О. В. Куянова. Ежегодно в городе проходит городской конкурс профессионального мастерства среди слесарей, посвящённый памяти Героя РФ О. Куянова, победителю которого вручается переходящий кубок.
В Новосибирске его имя увековечено на Аллее Героев у Монумента Славы.